# Kyselina enanthová
Kyselina enanthová (systematický název heptanová kyselina) je karboxylová kyselina obsahující sedm atomů uhlíku v molekule, patří mezi nižší mastné kyseliny. Za normálních podmínek jde o olejovitou kapalinu s nepříjemným zápachem.

## Výskyt
Kyselina enanthová se, spolu s dalšími nižšími mastnými kyselinami (a také aldehydy a ketony), vyskytuje ve žluklých tucích a je jednou z látek způsobujících jejich zápach.
Je to také jedna z mnoha látek vyskytujících se v cigaretách.

## Použití
Kyselina enanthová se používá na výrobu jejich esterů (například ethylheptanoátu, který má vůni podobnou hroznovému vínu), ze kterých se vyrábí aromata a chuťové přísady.